# سلمان بن احمد آل خلیفه
سلمان بن احمد آل خلیفه (به عربی: سلمان بن أحمد آل خليفة) امیر سابق کشور بحرین بود.